# 普惠寺 (兴国县)

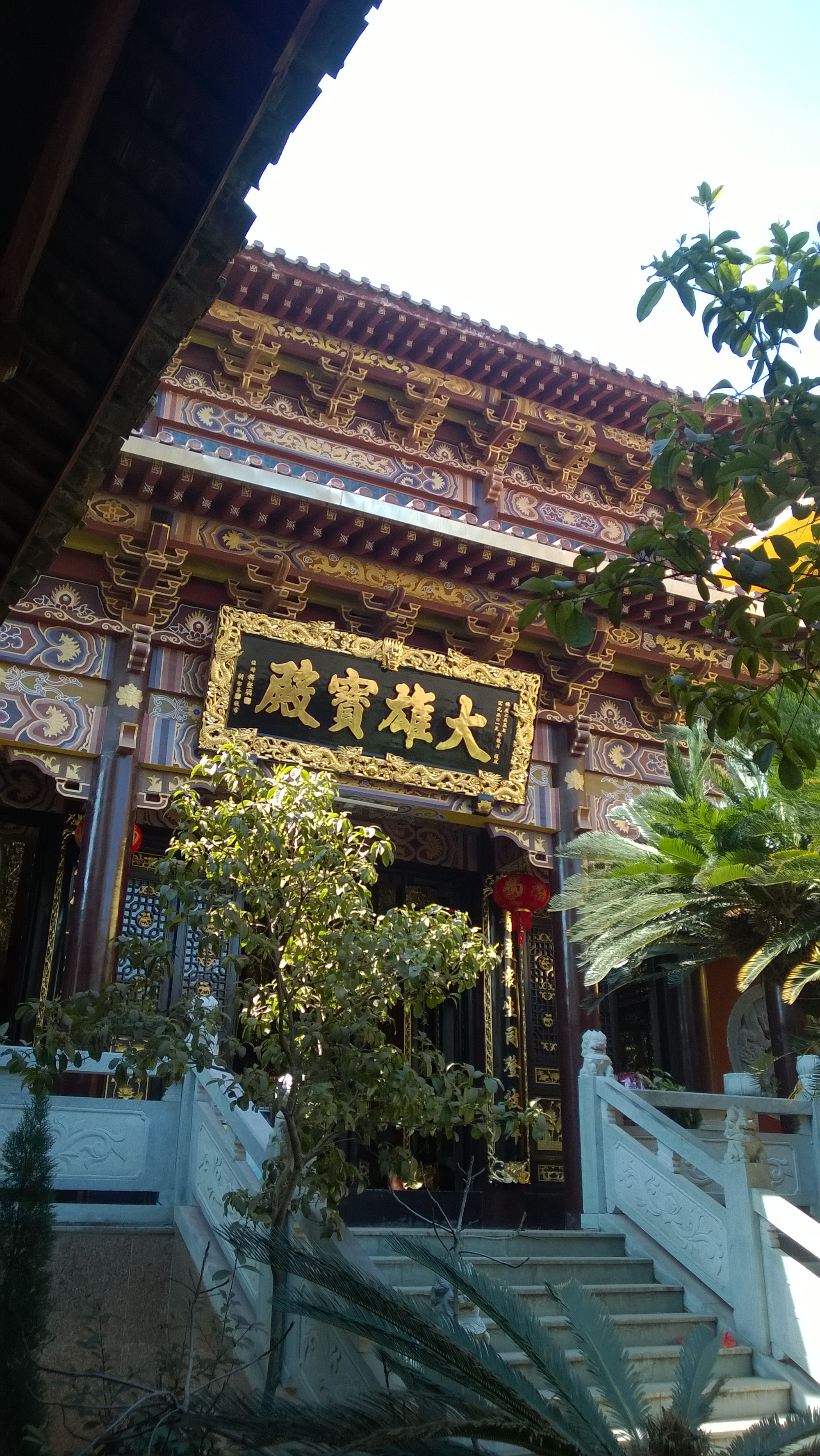
普惠寺，大雄宝殿前有颗千年铁树

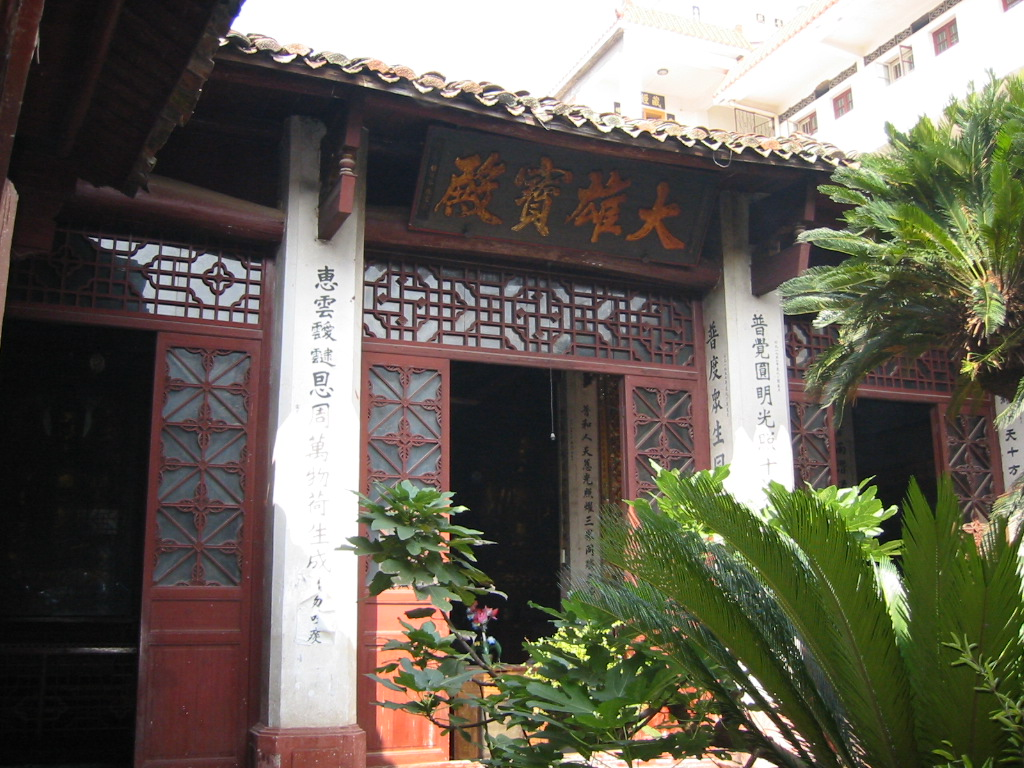
普惠寺，摄于2002年10月

普惠寺，位于江西省赣州市兴国县县城东南。始建于唐中和二年（882年），原名为“西禅”（或“西禅胜地”）。元朝末年塌毁，明洪武四年（1371年）修复，并改名为“普惠寺”。清乾隆四十四年（1779年）重修。现为县级文物保护单位。
1947年普惠寺举行瑜珈显密大会，兴国、于都两县僧尼百余人参加。次年举行恭迎藏经的大法会。兴国、于都两县佛教徒及香客三千多人在普惠寺至城岗乡一路慢行，街道两旁店铺焚香秉烛，鞭炮不绝。县城市场还停售肉食三天。
1956年至1957年集资大修理一次，并在1957年9月寺内修复竣工后举行了规模较大的佛像开光法会。
文革期间宗教活动被迫停止，僧尼被赶回家，佛像全部被捣毁，佛殿也被县房地产公司接管开工厂。文革后，被破坏的佛寺陆续得到修复，正常的宗教活动受到保护。1985年6月20日兴国县佛教协会筹备小组在普惠寺成立。次年4月1日举行了兴国县佛教界首次代表大会，正式成立兴国县佛教协会。
1981年冬起，著手进行寺庙的修复，到1984年底，后殿（观音殿）全部修缮完毕，重塑了阿弥托佛、观音菩萨、大势至菩萨、地藏菩萨、伽兰菩萨等；前殿也正在著手修复。寺内保留的一颗千年铁树也在1985年开花。